# Pieter Christiaenszoon Bor

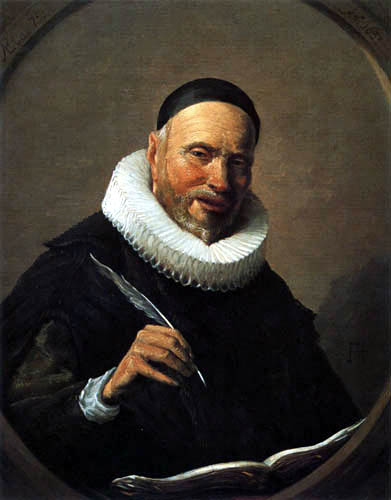
Pieter Christiaenszoon Bor, Porträt von Frans Hals (1634)

Pieter Christiaenszoon Bor (auch Pieter Christiaansz Bor; * 1559 in Utrecht; † 19. März 1635 in Haarlem) war ein niederländischer Historiker.

## Leben
Pieter Christiaenszoon Bor war der Sohn eines Apothekers. Er studierte von Jugend an Geschichte, besonders vaterländische, und sammelte emsig die Materialien zur Geschichte seiner Zeit. Zunächst veröffentlichte er die drei ersten Bücher seines großen Werks Oorsprongh, begin en vervolgh der nederlandsche oorlogen (Utrecht 1595), denen 1601 eine Fortsetzung in drei Büchern folgte. Daraufhin öffneten ihm die Staaten von Utrecht durch einen Regierungsbeschluss vom 4. Februar 1602 ihre Archive und forderten auch alle anderen öffentlichen und Privatsammlungen auf, ihm alle die neuere vaterländische Geschichte betreffenden Aktenstücke mitzuteilen. Ferner wurde er 1615 zum Historiographen von Holland und Westfriesland sowie später zum Rat und Rentmeister von Nordholland ernannt. So konnte er unter mehrmaliger Überarbeitung sein mit 1556 beginnendes Geschichtswerk in 37 Büchern bis 1619 fortführen (beste Ausgabe in 4 Bänden, Amsterdam 1679). Dieses ist ein besonders für die Utrechter Geschichte genaues und wichtiges Quellenwerk, obgleich der Stil trocken und einförmig ist.
Weniger bedeutend sind Bors Geschichtsdarstellung von Herzogenbusch (Gelegentheyt van’s Hertogenbosch, Den Haag 1630) und die Fortsetzung der von seinem Onkel Wilhelm van Zuylen van Nijevelt übersetzten Chronik des Cario (Arnheim 1629, Amsterdam 1632). Zwei Tragikomödien von ihm, Apollonius von Tyrus und Apollonius und seine Tochter Tarsia (Den Haag 1617), gerieten bald in Vergessenheit. Bor starb am 19. März 1635 im Alter von 76 Jahren in Haarlem.